# Battaglia per Roma
Battaglia per Roma  (Struggle for Rome) è un gioco da tavolo basato su I coloni di Catan, che si ispira alla caduta dell'Impero romano d'Occidente. Il gioco è stato creato da Klaus Teuber, ed è pubblicato da Kosmos. L'edizione italiana è a cura della Giochi Uniti.

## Regolamento

### Contenuto della confezione
- 1 mappa da gioco,
- 40 segnalini "saccheggio",
- 90 carte da gioco,
- 40 monete,
- 4 schede riassunto,
- 2 dadi,
- 1 legionario,
- 4 set di pedine composti da: 10 salmerie, 8 guerrieri, 8 cavalieri

### Introduzione
All'inizio di ogni partita, ogni giocatore ha il controllo di una tribù barbarica situata al di fuori dell'Impero romano. La tribù barbarica di ogni giocatore è costituito da una tribù di guerrieri e di una tribù di cavalieri. Per vincere un giocatore deve guadagnare dieci punti vittoria saccheggiando e infine conquistando città romane.
Il tavolo di gioco è costituito da una griglia esagonale, con le città situate sugli incroci formati dagli esagoni, su ogni città è posizionato un segnalino saccheggio. L'Impero romano e diviso in 5 province (Germania, Gallia, Hispania, Italia del nord e Italia del sud) alle città di una provincia è associato uno specifico colore (verde, grigio, marrone, giallo e rosa). Come in I coloni di Catan, ogni esagono è composto da un tipo di terreno, nonché un numero. A differenza dei I coloni di Catan, ci sono solo quattro tipi di terreno (campi, montagne, pascoli e foreste) e tre tipi di risorse (grano, minerale e cavalli/buoi). Una quarta risorsa in questo gioco è rappresentata dalle monete d'oro (di cui ne vengono distribuite 5 ad ogni concorrente all'inizio del gioco).

### Preparazione del gioco
- Mischiare le carte pascolo (cavalli e buoi) e disporle coperte vicino alla mappa di gioco
- Separare le altre carte materie prime (grano e minerale) e disporle scoperte vicino alla mappa di gioco. distribuire 1 carta grano ed una carta pascolo (coperta)
- Posizionare le carte punti vittoria nei rispettivi riquadri
- Mischiare le carte nere e posizionarle vicino alla mappa di gioco
- Ogni giocatore prende possesso di tutte le pedine del colore scelto
- Posizionare una salmeria ed un cavaliere nel riquadro dei Cavalieri
- Posizionare una salmeria ed un guerriero nel riquadro dei Guerrieri
- Posizionare le pedine raffiguranti le due tribù (Cavalieri e Guerrieri) sui rispettivi colori nella parte in alto a destra della mappa
- Distribuire ad ogni concorrente 5 monete, 1 carta grano ed una carta pascolo (pescata a caso)
- Posizionare i segnalini saccheggio su tutte le città
- NB: Quando si gioca a 3 bisogna lasciare scoperte le città contrassegnate da un "III" e posizionarci una salmeria prendendola fra le pedine del colore non utilizzato dai giocatori

### Svolgimento di un turno di gioco
Il gioco è composto da più turni giocati in successione. Ogni turno è composto da 4 fasi in cui ogni giocatore gioca:
- Fase 1: Produzione di materie prime
- Fase 2: Commerciare e costruire
- Fase 3: Azione della Tribù dei Cavalieri
- Fase 4: Azione della Tribù dei Guerrieri

### Fase 1: Produzione di materie prime
Scelto tramite sorteggio, il primo giocatore della partita tira i dadi seguito dall'altro giocatore e così via per quattro volte. Una volta uscito, il numero deve essere coperto con il segnalino "x" sulla bussola numerata in alto a sinistra. Se esce il numero 7 si posiziona il segnalino del legionario dietro la riga marrone che rappresenta il limes. Nessun numero può uscire più di una volta, e in tal caso si ritirano i dadi fino a quando non esce un numero diverso.

### Fase 2: Commerciare e costruire
Dopo aver tirato i dadi, si passa alla fase 2 del gioco, sempre partendo dal primo giocatore. In questo momento si può:
- utilizzare un cavallo ed un minerale per mettere nella casella dei cavalieri ed in quella dei guerrieri un segnalino cavaliere ed uno guerriero;
- utilizzare un bue ed una moneta d'oro per avere una carta nera;
- utilizzare un grano, un bue ed un cavallo per mettere una salmeria o nella casella dei guerrieri od in quella dei cavalieri. Questa mossa è consigliata quando il giocatore può conquistare le città, ossia quando ha saccheggiato almeno tre città di colore diverso.

Si possono sostituire le materie prime con tre monete d'oro, e barattare, o acquistare 3:1 con la banca, queste ultime.
Le carte nere si possono giocare in questa fase, per avere materie prime. Un esempio è la carta Diplomatico, che permette di muovere a proprio vantaggio il legionario.

### Fase 3: Azione della Tribù dei Cavalieri
In questa fase è possibile eseguire azioni con la Tribù dei Cavalieri ed eventualmente giocare anche una carta sviluppo. Le azioni seguono le regole indicate di seguito. Parte il primo giocatore e gli altri seguono in senso orario. 
Qualora si decidesse di non fare nulla con la Tribù dei Cavalieri o si fosse costretti a farlo, si possono prendere due monete d'oro o una risorsa a scelta (minerale, grano o pescare una carta pascolo).

### Fase 4: Azione della Tribù dei Guerrieri
In questa fase è possibile eseguire azioni con la Tribù dei Guerrieri ed eventualmente giocare anche una carta sviluppo. Le azioni seguono le regole indicate di seguito. Parte il primo giocatore e gli altri seguono in senso orario.
Qualora si decidesse di non fare nulla con la Tribù dei Guerrieri o si fosse costretti a farlo, si possono prendere due monete d'oro o una risorsa a scelta (minerale, grano o pescare una carta pascolo).

### Regole per le Azioni della Tribù dei Cavalieri e della Tribù dei Guerrieri
Valgono le stesse regole sia per l'una che per l'altra tribù.
Ogni tribù si muove lungo le strade tra gli esagoni e al termine del movimento (o anche senza spostarsi, se lo desidera) può saccheggiare una città romana adiacente. Dopo che un giocatore ha saccheggiato delle città con una tribù in almeno 3 differenti province romane, può usare quella tribù - in un turno successivo - per conquistare una città romana e fondare così un regno. La migrazione di quella tribù ha così termine ed è possibile espandere il regno.

#### Spostamento delle tribù
Si può scegliere se spostare la tribù o lasciarla dov'è. Se si decide di muoverla, è necessario osservare queste regole:
- Scegliere un incrocio libero (senza città né tribù) dove si desidera spostare la tribù.
- La prima freccia che si attraversa è gratuita, ma bisogna pagare un pedaggio per ogni freccia aggiuntiva su cui si transita per raggiungere la destinazione. Attraversare una freccia sulla terraferma costa o 1 carta grano o 3 monete d'oro, sul mare (con una nave) 1 moneta d'oro.
- Si può muovere la tribù fino a dove si desidera, a patto che si possano pagare gli eventuali pedaggi. Si può usare qualunque combinazione di sentieri terrestri e rotte marittime durante lo stesso viaggio. Le città e le tribù lungo il percorso non impediscono il viaggio.
- Una volta pagati i pedaggi, muovere la tribù sull'incrocio di destinazione.
- Se il viaggio della tribù termina su un incrocio adiacente ad una città Romana, la tribù può immediatamente saccheggiarla o conquistarla (se ne ha i prerequisiti - vedere in seguito). L'azione della tribù termina dopo la conquista o il saccheggio.

#### Saccheggio
Se una tribù si ferma su un incrocio direttamente adiacente ad una città Romana, può saccheggiare la città (anche se quella tribù non si è mossa in quel turno), a patto che la città abbia un segnalino saccheggio e che il numero di guerrieri o cavalieri nel box dalla tribù sia almeno uguale al numero dei difensori della città. Il numero dei difensori di una città è uguale al numero delle torri che possiede.
Quando una tribù saccheggia una città, prendere il segnalino saccheggio su di essa e girarlo:
- Se il segnalino saccheggio ha raffigurata un'area rossa con un cavaliere e un guerriero, rimuovere un guerriero o un cavaliere dal box della tribù che sta saccheggiando e riporlo nelle riserve.
- Se c'è disegnato il retro di una carta risorsa, pescare una carta dal mazzo delle carte pascolo.
- Se mostra il dorso di una carta sviluppo, pescare una carta sviluppo.
- Se ci sono 2 monete d'oro, prendere 2 monete d'oro
- Inoltre, si riceve sempre 1 moneta d'oro per ogni salmeria presente nel box della tribù.
- Infine, mettere il segnalino saccheggio nel box della tribù che stava saccheggiando.

Poiché le tribù stanno migrando, ognuna può raccogliere solo fino a 2 segnalini saccheggio dello stesso colore. Mettere i segnalini dello stesso colore uno sopra l'altro. 
Quando si saccheggia, non è necessario pagare per alcuna freccia di movimento situata tra la tribù e la città.

#### Conquista di una città romana e fondazione di un regno
Se una tribù si trova su un incrocio direttamente adiacente ad una città Romana, è possibile conquistarla (anche se la tribù non è stata mossa questo turno), a patto che ci siano almeno 3 segnalini saccheggio di colore differente nel box di quella tribù e che il numero di guerrieri o cavalieri nel box dalla tribù sia almeno uguale al numero dei difensori della città (numero di torri che la città possiede).
Se questi prerequisiti sono soddisfatti:
- Muovere la pedina della tribù dall'incrocio adiacente a dentro la città (non è richiesto alcun pagamento per qualunque freccia tra l'incrocio e la città).
- Prendere una salmeria dal box della tribù (non dalla riserva) e metterlo vicino alla pedina nella città conquistata.

Non è possibile saccheggiare una città quando la si conquista - se la città ha ancora un segnalino saccheggio, quel segnalino viene rimesso nella scatola.
Ogni città Romana che si conquista vale 1 Punto Vittoria
Nota: Le pedine delle tribù che stanno migrando stanno sempre sugli incroci fuori dalle città. Le pedine delle tribù che fanno parte di regni stanno sempre nelle città.
Quando una tribù ha fondato un regno, non si può più usare quella tribù per migrare o saccheggiare altre città. È possibile solo usare le città che quella tribù ha conquistato come base per conquistare città Romane confinanti. L'altra tribù può continuare a migrare finché non conquista una città Romana e non fonda un regno, cioè il secondo regno.

#### Espansione del regno
Una volta che una tribù ha fondato un regno, può continuare a conquistare ulteriori città in quell'area. Ovviamente, dopo aver conquistato una città, il turno della tribù termina, cioè ogni regno può crescere di una sola città per turno.
Le seguenti norme regolano l'espansione di un regno:
- Una tribù può conquistare solo una città che non sia più lontana di una freccia sul mare o sulla terraferma dalla città che sia già stata conquistata da quella tribù.

- La tribù deve avere almeno 1 salmeria nel box della tribù, perché si deve piazzare 1 salmeria in ogni città conquistata.
- La tribù deve avere almeno tanti guerrieri o cavalieri presenti nel proprio box quante sono le torri che la città Romana possiede.

Se questi prerequisiti sono soddisfatti, la tribù conquista la città. Prendere 1 guerriero o 1 cavaliere e 1 salmeria dal box della tribù corrispondente e metterli nella città conquistata.
Importante: Non è possibile conquistare una città che sia già stata conquistata da un altro giocatore (o un'altra tribù).

### Carte punti vittoria
Esistono 3 tipi di carte "punti vittoria" (4 nell'espansione Il terrore delle legioni):
- Diplomazia (2 punti vittoria) è ottenuta dal primo concorrente che gioca 3 carte nere "Diplomatico" e può essere "rubata" da un altro concorrente che gioca un diplomatico in più di colui che la possiede.
- Flagello di Roma (2 punti vittoria), si ottiene collezionando un segnalino per ogni provincia dell'impero.
- Erede di Roma (2 punti vittoria), si ottiene conquistando 4 città con ognuna tribù.

## Background storico
Nel IV secolo, gli Unni, una tribù barbara di cavalieri senza paura provenienti dalle steppe, attaccarono le tribù germaniche che vivevano a nord del Danubio. In questo modo iniziò un'era di migrazioni di popoli. I Visigoti, gli Ostrogoti, i Suebi, i Longobardi ed i Vandali migrarono a ovest e presto cominciarono a terrorizzare l'ormai indebolito e decadente Impero romano. Le tribù incontrarono ben poca resistenza dalle legioni, un tempo potenti, mentre saccheggiavano e devastavano le ricche città dell'Impero romano d'Occidente.
I Visigoti più degli altri infersero un duro colpo. Dopo aver lasciato le loro terre natie vicino al Mar Nero, mossero verso la Grecia, devastarono l'Italia, saccheggiarono Roma, conquistarono parte della Francia meridionale ed infine fondarono in Spagna un regno che sarebbe durato fino al 711.
Fu così che i popoli germanici ereditarono Roma. I Visigoti, gli Ostrogoti, i Vandali, i Suebi e i Franchi fondarono i loro regni sulle rovine delle province romane occidentali. L'Impero romano d'Occidente sparì definitivamente nel 476.

## Espansioni
Il terrore delle legioni è una espansione gratuita per Struggle for Rome. Introduce un punto vittoria bonus guadagnabile conquistando una città con almeno 4 torri, queste città sono riconoscibili sulla mappa grazie alla presenza di uno stendardo sul simbolo della città.  Usando questa espansione l'obiettivo del gioco diviene raggiungere 11 invece che 10 punti.
L'espansione è scaricabile gratuitamente a questo sito:
https://www.catan.com/download/3539/struggle-rome-terror-legions-expansion#start Archiviato l'8 giugno 2020 in Internet Archive.